# Giro della Città Metropolitana di Reggio Calabria
Il Giro della Città Metropolitana di Reggio Calabria, fino al 2012 denominato Giro della Provincia di Reggio Calabria,  è una gara ciclistica che si svolge annualmente nel territorio della Città metropolitana di Reggio Calabria, con arrivo presso il panoramico lungomare di Reggio Calabria. In passato è stato anche una corsa a tappe e in alcune edizioni una corsa in linea. Dal 2005 al 2012 ha fatto parte del calendario dell'UCI Europe Tour, classe 2.1.
Dalla prima edizione del 1920, sino agli anni duemila, è stato organizzato dallo Sporting Club 1917 di Reggio Calabria. Le edizioni del 2003, 2004 e 2005 sono state organizzate dalla RCS Sport. Dal 2023 è organizzato dalla Città metropolitana di Reggio Calabria. In totale, al 2025, sono state disputate 64 edizioni.

## Storia
Il Giro originario della Provincia, percorso classico ad anello, con partenza e arrivo da Reggio Calabria, costeggia la strada statale 106 Jonica, con la panoramica veduta della Riviera dei Gelsomini, poi svolta sulla SS 281 (oggi SP 5 Marina di Gioiosa-Rosarno) a Marina di Gioiosa Jonica, verso Mammola dove inizia la salita del valico del Passo della Limina, con il Gran Premio della Montagna. Dopo la discesa verso Cinquefrondi, si raggiunge la Piana di Gioia Tauro-Rosarno, il Giro prosegue costeggiando la Strada statale 18 Tirrena Inferiore, con la salita del Sant'Elia e la veduta della Costa Viola. L'arrivo al traguardo sul lungomare di Reggio Calabria.

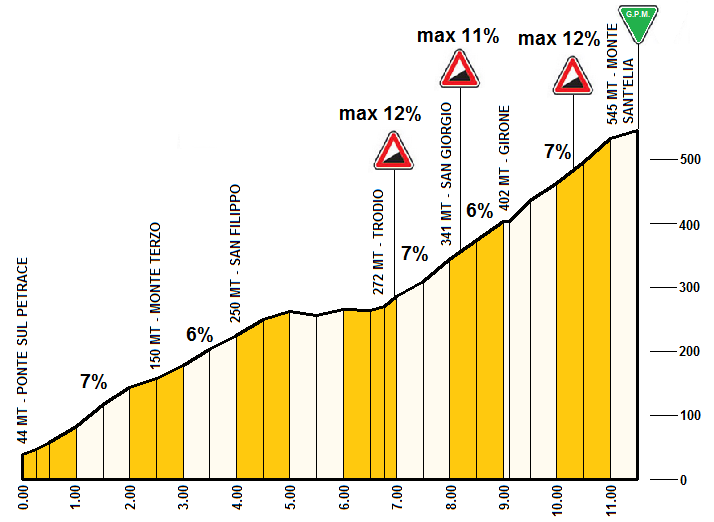
Profilo altimetrico della salita del Sant'Elia di Palmi, spesso decisiva per l'assegnazione del titolo

Dal 1920 al 1926 è stata una corsa a tappe della durata di tre giorni. Dal 1928 al 1949 le tappe furono due. Dal 1950 è divenuta una gara in linea di un giorno. Nel 1969 era valida come Campionato italiano e vide la vittoria da Vittorio Adorni. Non disputatasi nel 2006 e 2007, nel 2008 è tornato ad essere una corsa a tappe della durata di tre giorni.
Il vincitore del 2008 è stato l'italiano Daniele Pietropolli, il quale ha anche vinto l'ultima tappa con arrivo sul Lungomare Falcomatà il 13 febbraio 2008 precedendo allo sprint l'australiano Baden Cooke.
L'edizione 2009 è tornata ad essere gara in linea ed ha visto la vittoria di Fortunato Baliani della CSF Group-Navigare. Si è svolta il 19 luglio con partenza da Melito di Porto Salvo ed arrivo sul Lungomare Falcomatà di Reggio Calabria. Al secondo posto si è piazzato Fabio Taborre, terzo Francesco Failli. L'edizione ha visto alla partenza 114 iscritti.
Nel 2010 la manifestazione, suddivisa in quattro tappe che hanno attraversato tutta la Calabria con arrivo a Reggio il 2 febbraio, è stata vinta da Matteo Montaguti.
L'edizione 2011 (tre tappe con partenza da Melito Porto Salvo ed arrivo finale a Reggio Calabria) è stata denominata ufficialmente "Challenge Calabria - Memorial Fausto Coppi". La vittoria finale è andata all'italiano Daniele Pietropolli che già vinse la corsa nel 2008.

## Albo d'oro
Aggiornato all'edizione 2025.
| Anno                                              | Vincitore                               | Secondo                                 | Terzo                                   |
| Giro della Provincia di Reggio Calabria           | Giro della Provincia di Reggio Calabria | Giro della Provincia di Reggio Calabria | Giro della Provincia di Reggio Calabria |
| ------------------------------------------------- | --------------------------------------- | --------------------------------------- | --------------------------------------- |
| 1920                                              | Mario Giorgianni                        | Ninò Velonà                             | Giacomo Ragusa                          |
| 1921                                              | non disputato                           | non disputato                           | non disputato                           |
| 1922                                              | Angelo De Francesco                     | Marzio Germoni                          | Angiolo Marchi                          |
| 1923                                              | Nello Ciaccheri                         | Enea Dal Fiume                          | Guido Messeri                           |
| 1924-25                                           | non disputato                           | non disputato                           | non disputato                           |
| 1926                                              | Nello Ciaccheri                         | Marino Pomposi                          | Antonio Liguori                         |
| 1927                                              | non disputato                           | non disputato                           | non disputato                           |
| 1928                                              | Felice Gremo                            | Settimo Innocenti                       | Leonida Frascarelli                     |
| 1929                                              | Felice Gremo                            | Pietro Mori                             | Allegro Grandi                          |
| 1930                                              | Luigi Marchisio                         | Marco Giuntelli                         | Aleardo Simoni                          |
| 1931                                              | Learco Guerra                           | Pio Caimmi                              | Domenico Piemontesi                     |
| 1932-44                                           | non disputato                           | non disputato                           | non disputato                           |
| 1945                                              | Giovanni Corrieri                       | Mario Fazio                             | Arturo De Lorenzo                       |
| 1946-48                                           | non disputato                           | non disputato                           | non disputato                           |
| 1949                                              | Sergio Pagliazzi                        | Angelo Fumagalli                        | Danilo Barozzi                          |
| 1950                                              | Fausto Coppi                            | Gino Bartali                            | Vito Ortelli                            |
| 1951                                              | Luciano Maggini                         | Arrigo Padovan                          | Waldemaro Bartolozzi                    |
| 1952                                              | Gino Bartali                            | Fiorenzo Magni                          | Giuseppe Minardi                        |
| 1953                                              | Luciano Maggini                         | Dante Rivola                            | Annibale Brasola                        |
| 1954                                              | Giuseppe Minardi                        | Fausto Coppi                            | Bruno Monti                             |
| 1955                                              | Rino Benedetti                          | Giancarlo Astrua                        | Angelo Conterno                         |
| 1956                                              | Giuseppe Minardi                        | Cleto Maule                             | Adriano Zamboni                         |
| 1957                                              | Gastone Nencini                         | Aldo Moser                              | Ercole Baldini                          |
| 1958                                              | Angelo Conterno                         | Ercole Baldini                          | Silvano Ciampi                          |
| 1959                                              | Waldemaro Bartolozzi                    | Rino Benedetti                          | Angelo Conterno                         |
| 1960                                              | Guido Carlesi                           | Gastone Nencini                         | Pierino Baffi                           |
| 1961                                              | Dino Bruni                              | Vito Favero                             | Noè Conti                               |
| 1962                                              | Luigi Sarti                             | Antonio Suárez                          | Livio Trapè                             |
| 1963                                              | Ercole Baldini                          | Carlo Brugnami                          | Graziano Battistini                     |
| 1964                                              | Diego Ronchini                          | Guido Carlesi                           | Aldo Pifferi                            |
| 1965                                              | Adriano Durante                         | Vito Taccone                            | Franco Bitossi                          |
| 1966                                              | Michele Dancelli                        | Gianni Motta                            | Dino Zandegù                            |
| 1967                                              | Michele Dancelli                        | Vittorio Adorni                         | Bruno Mealli                            |
| 1968                                              | Michele Dancelli                        | Ole Ritter                              | Franco Bitossi                          |
| 1969                                              | Vittorio Adorni                         | Vito Taccone                            | Italo Zilioli                           |
| 1970                                              | Walter Godefroot                        | Luigi Sgarbozza                         | Patrick Sercu                           |
| 1971                                              | Gianni Motta                            | Marcello Bergamo                        | Ole Ritter                              |
| 1972                                              | Franco Bitossi                          | Albert Van Vlierberghe                  | Enrico Paolini                          |
| 1973                                              | Wladimiro Panizza                       | Davide Boifava                          | Francesco Moser                         |
| 1974                                              | Francesco Moser                         | Roger De Vlaeminck                      | Gianbattista Baronchelli                |
| 1975                                              | Giuseppe Perletto                       | Francesco Moser                         | Costantino Conti                        |
| 1976                                              | Enrico Paolini                          | Franco Bitossi                          | Gary Clively                            |
| 1977                                              | Costantino Conti                        | Pierino Gavazzi                         | Giuseppe Saronni                        |
| 1978                                              | Knut Knudsen                            | Gianbattista Baronchelli                | Leonardo Mazzantini                     |
| 1979                                              | Giovanni Battaglin                      | Bernt Johansson                         | Wladimiro Panizza                       |
| 1980                                              | Gianbattista Baronchelli                | Claudio Bortolotto                      | Simone Fraccaro                         |
| 1981                                              | Alfio Vandi                             | Bernt Johansson                         | Claudio Bortolotto                      |
| 1982                                              | Riccardo Magrini                        | Michael Wilson                          | Giuseppe Martinelli                     |
| 1983                                              | Pierino Gavazzi                         | Giuseppe Petito                         | Francesco Moser                         |
| 1984                                              | Alfredo Chinetti                        | Daniele Caroli                          | Roger De Vlaeminck                      |
| 1985                                              | Silvano Riccò                           | Palmiro Masciarelli                     | Ennio Salvador                          |
| 1986                                              | Guido Bontempi                          | Francesco Moser                         | Moreno Argentin                         |
| 1987                                              | Tony Rominger                           | Stefan Brykt                            | Franco Chioccioli                       |
| 1988                                              | Moreno Argentin                         | Gianni Bugno                            | Emanuele Bombini                        |
| 1989                                              | Adriano Baffi                           | Silvio Martinello                       | Paolo Cimini                            |
| 1990                                              | Giuseppe Saronni                        | Maximilian Sciandri                     | Alberto Elli                            |
| 1991                                              | Andrea Ferrigato                        | Rolf Aldag                              | Germano Pierdomenico                    |
| 1992                                              | Davide Cassani                          | Giorgio Furlan                          | Oliverio Rincón                         |
| 1993                                              | Fabiano Fontanelli                      | Stefano Allocchio                       | Silvio Martinello                       |
| 1994                                              | non disputato                           | non disputato                           | non disputato                           |
| 1995                                              | Pascal Richard                          | Riccardo Forconi                        | Davide Rebellin                         |
| 1996                                              | Michele Bartoli                         | Alessandro Baronti                      | Beat Zberg                              |
| 1997                                              | non disputato                           | non disputato                           | non disputato                           |
| 1998                                              | Michele Bartoli                         | Mirko Celestino                         | Eddy Mazzoleni                          |
| 1999-02                                           | non disputato                           | non disputato                           | non disputato                           |
| 2003                                              | Aitor González                          | Filippo Pozzato                         | Fabio Baldato                           |
| 2004                                              | Andris Naudužs                          | Mauro Zinetti                           | Dmitrij Konyšev                         |
| 2005                                              | Guillermo Rubén Bongiorno               | Samuele Marzoli                         | Fabio Borghesi                          |
| 2006-07                                           | non disputato                           | non disputato                           | non disputato                           |
| 2008                                              | Daniele Pietropolli                     | Steve Cummings                          | Francesco Failli                        |
| 2009                                              | Fortunato Baliani                       | Fabio Taborre                           | Francesco Failli                        |
| 2010                                              | Matteo Montaguti                        | Francisco Ventoso                       | Daniele Pietropolli                     |
| 2011                                              | Daniele Pietropolli                     | José Serpa                              | Daniel Oss                              |
| 2012                                              | Elia Viviani                            | Daniele Colli                           | Elia Favilli                            |
| 2013-2022                                         | non disputato                           | non disputato                           | non disputato                           |
| Giro della Città Metropolitana di Reggio Calabria |                                         |                                         |                                         |
| 2023                                              | Jhonatan Restrepo                       | Germán Tivani                           | Mirco Maestri                           |
| 2024                                              | annullato                               | annullato                               | annullato                               |
| 2025                                              | Luca Colnaghi                           | Davide Bais                             | Lorenzo Finn                            |